# Léonce Élie de Beaumont
Pour les articles homonymes, voir Élie (homonymie), Beaumont et Élie de Beaumont.
Jean-Baptiste Armand Louis Léonce Élie de Beaumont, né le 25 septembre 1798 à Canon où il est mort le 21 septembre 1874, est un géologue français.

## Biographie

### Années de formation
Léonce Élie de Beaumont naît au château de Canon dans le Calvados. Il est issu de la famille Élie de Beaumont qui a été anoblie en 1777. Il entre au lycée Henri-IV, où il reçoit le premier prix de mathématiques et de physique. Après être sorti major de sa promotion de l’École polytechnique en 1819, il étudie à l’école des mines (1819-1820) où il montre une préférence pour la géologie. En 1823, avec Pierre-Armand Dufrénoy, il est sélectionné par André Brochant de Villiers, le professeur de géologie de l'école des mines, pour l’accompagner en Angleterre et en Écosse afin d’examiner les établissements miniers et métallurgiques de ces pays, et d'étudier les principes utilisés par George Bellas Greenough pour dresser sa carte géologique d’Angleterre en vue d’en créer une similaire pour la France.

### Carrière
En 1835 il devient professeur à l'école des mines en remplacement de Brochant de Villiers dont il était l’assistant depuis 1827. Il est ingénieur en chef des mines (1833), puis inspecteur général (1847), et enfin vice-président du conseil général des mines (1861).
Il est professeur au Collège de France de 1832 à 1874, titulaire de la chaire d'histoire naturelle (1832-1837), puis d’histoire naturelle des corps inorganiques (c’est-à-dire, en termes modernes, de géologie).
Sa réputation scientifique croissante lui assure son élection à l’Académie de Berlin, l’Académie des sciences et la Royal Society (comme membre étranger). En 1843, la Geological Society of London lui décerne la médaille Wollaston. Il est élu le 28 mai 1845 à l'Académie des sciences, belles-lettres et arts de Savoie, avec pour titre académique Agrégé. Adepte du fixisme de Georges Cuvier, il combat la théorie de Jacques Boucher de Perthes, la contemporanéité de l'Homme et d'espèces animales disparues « antédiluviennes ». « Jusqu’à sa mort en 1874, il refuse de se rallier aux idées nouvelles et son dogmatisme va peser de tout son poids contre cette reconnaissance. Les idées qui dérangent sont même parfois censurées » par l'Académie.
Par décret du président Bonaparte, il est fait sénateur à vie en 1852 et, à la mort de François Arago, il devient secrétaire perpétuel de l’Académie des sciences. Il est chevalier (1831), officier (1840), commandeur (1850) puis grand officier (1860) de la Légion d'honneur . En 1861, il reçoit la plaque de grand-officier de la Légion d'honneur.
Élie de Beaumont meurt le 21 septembre 1874 au château de Canon.

## Apports à la géologie
Le nom d'Élie de Beaumont est connu des géologues pour sa théorie de la formation des cordillères d’abord proposée à l’Académie des sciences puis décrite dans les trois volumes de sa Notice sur le système des montagnes (1852). Après avoir classé les chaînes de montagnes selon leur axe principal, il en a dégagé un réseau pentagonal tracé à la surface du globe terrestre, et formulé l'hypothèse que toutes les chaînes de montagnes parallèles au même grand cercle de la Terre ont le même âge ; ces grands cercles délimitent le réseau pentagonal.  Selon E. de Beaumont, la croissance des chaînes de montagnes est discontinue, chaque phase de croissance correspondant à une époque orogénique : « La multiplicité des systèmes de montagne correspond à une crise constante et régulière dont l'action est intermittente. »
Un exposé critique de sa théorie est fait en 1853 devant la Geological Society of London par William Hopkins. Cette théorie n’a pas été acceptée de tous : elle fut entre autres critiquée par Charles Darwin dans son Autobiographie  (posthume, 1887) qui n'y voit qu'« hypothèses fantasques » et se montre ironique envers son ancien professeur de géologie, Adam Sedgwick, lequel « portait aux nues (...) les cratères de soulèvement et les lignes d’élévation » d’Élie de Beaumont ; mais elle a beaucoup apporté à la géologie par la description des structures des montagnes qu’Élie de Beaumont effectue pour appuyer sa thèse.
Pour Élie de Beaumont, la régularité spatiale des chaînes de montagnes s'expliquait par une hypothèse cosmologique : celle de la contraction thermique de la Terre, diffusée par Henry De la Beche. Le refroidissement progressif du globe terrestre doit s'accompagner d'une contraction thermique qui produit plis et fronces, à l'instar d'un fruit qui se déshydrate,,. À l'échelle du globe terrestre, ces plis donnent naissance aux mers et montagnes. Cette théorie ne fut battue en brèche qu'après la découverte de la radioactivité naturelle.
Toutefois, le plus grand service que rend Élie de Beaumont à la science est probablement la carte géologique de France au 1/500 000e (1841) dont il est le principal auteur. Durant cette période il publie un bon nombre de mémoires importants sur la géologie de ce pays. Après avoir pris sa retraite il continue à superviser la distribution des cartes détaillées presque jusqu’à sa mort. Ses lectures académiques sont publiées en deux volumes (1845-1849) sous le titre de Leçons de géologie pratique.
Il avait épousé en 1859 la poétesse Thérèse Marie Augusta Élie de Beaumont (1806-1866). Il a eu comme élève Ignacy Domeyko (1802-1889).
Le minéralogiste Armand Lévy lui avait dédié un minéral, la « beaumontite », qui s'est avérée être un synonyme d'heulandite.

## Publications
- Observations sur l'étendue du système tertiaire inférieur dans le nord de la France et sur les dépôts de lignite qui s'y trouvent, Paris, F. G. Levrault, 1833 (lire en ligne)
- Extrait d'une série de recherches sur quelques-unes des révolutions de la surface du globe, Paris, F. G. Levrault, 1835? (lire en ligne)
- Armand Dufrénoy, Léonce Élie de Beaumont, Auguste Perdonnet et Léon Coste, Voyage Métallurgique en Angleterre : ou recueil de mémoires sur le gisement, l'exploitation et le traitement des minerais de fer, étain, plomb, cuivre, zinc, et sur la fabrication de l'acier, dans la Grande-Bretagne, t. 1, Paris, Bachelier, 1837, 2e éd., 735 p. (lire en ligne)
- Armand Dufrénoy, Léonce Élie de Beaumont, Auguste Perdonnet et Léon Coste, Voyage Métallurgique en Angleterre : ou recueil de mémoires sur le gisement, l'exploitation et le traitement des minerais de fer, étain, plomb, cuivre, zinc, et sur la fabrication de l'acier, dans la Grande-Bretagne, t. 2, Paris, Bachelier, 1839, 2e éd., 607 p. (lire en ligne)
- Armand Dufrénoy et Léonce Élie de Beaumont, Explication de la carte géologique de la France (5 tomes) : sous la direction de M. Brochant de Villiers, Paris, Imprimerie royale, 1841-1879 (lire en ligne)
- Analyse du cours de géologie, Paris, Decourchant, s.d. (lire en ligne)

## Héraldique
|  | ELIE DE BEAUMONT Jougla de Morenas - Armoriaux généraux tome 3 Normandie (JM13943) "D'azur, au chevron d'argent, accomp. de trois glands d'or, les queues en bas" |

## Hommages, postérité

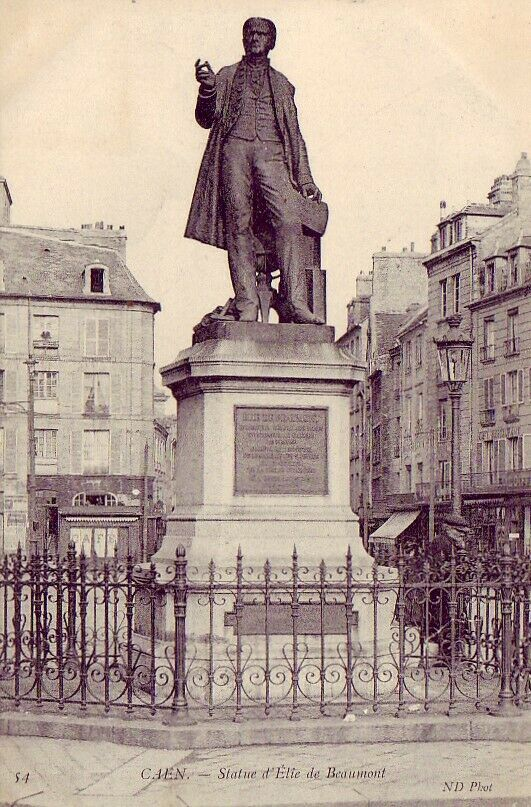
Statue sur la place Saint-Sauveur à Caen

- Une rue à Perpignan porte son nom.
- Une rue à Caen porte son nom.
- Un sommet en Nouvelle-Zélande porte son nom : Mount Elie de Beaumont.
- Un cratère à la surface de la Lune porte son nom
- Un buste le représentant est dans le château de Canon et un autre à l'Ecole des mines de Paris, réalisé par Raymond Barthélémy en 1879.
- La statue de Léonce Élie de Beaumont, réalisée par Louis Rochet, est inaugurée le 6 août 1876 sur la place Saint-Sauveur à Caen. En février 1942, sous le régime de Vichy, la sculpture en bronze est déboulonnée et fondue dans le cadre de la mobilisation des métaux non ferreux.